# 白滨 (历史学家)
白滨（1936年—2022年6月2日），是中华人民共和国的历史学家，中国社会科学院民族所研究员，宁夏大学兼职教授。
白滨出生于山西省平定县，1961年毕业于中央民族学院历史系，分配至中国社会科学院民族研究所工作。1964年开始，参与由中国科学院民族研究所和敦煌文物研究所共同组成的敦煌西夏调查小组。1990年起任中国社会科学院研究员。著有《元昊传》《党项史研究》《中华文明史·辽夏金元卷》《白滨民族史论文集》，与史金波合著《莫高窟、榆林窟西夏资料概述》《莫高窟、榆林窟西夏文题记研究》《西夏文物》，与李锡厚合著《中国断代史系列·辽金西夏史》。2022年6月2日19时46分，白滨去世，享年86岁。